# Roland Lundin (simmare)
Roland Lundin, född 1942, död i april 2006, var en svensk bröstsimmare som tävlade för SK Ran i Malmö.
Lundin vann sex individuella SM-guld i bröstsim:
| Utomhus (långbana):                                 | Inomhus (kortbana):      |
| 1961 100 m[4] 1962 100 m och 200 m[5] 1963 100 m[6] | 1958 100 m 1963 200 m[7] |
Därtill vann han SM-guld i 4×100 m bröstsim på kortbana 1963 och 1964.
1962 satte Lundin svenskt rekord på 100 m bröstsim, långbana, med tiden 1.14,2.
Roland Lundin tilldelades Skånes simförbunds guldmedalj 1962 och Stora grabbars märke 1965.